# Kamberi (peuple)
Pour les articles homonymes, voir Kamberi.
Les Kamberi sont une population d'Afrique de l'Ouest vivant à l'ouest du Nigeria, dans une région de savane tropicale à cheval sur les États de Kwara, de Niger et de Sokoto. Au sens large, la population a été estimée à 700 000 personnes, mais les Kamberi stricto sensu sont 100 000 environ. 
La plupart ont conservé leurs croyances traditionnelles, mais, entourés par les Haoussas majoritaires et musulmans, beaucoup se sont convertis à l'islam.

## Ethnonymie
Selon les sources et le contexte, on rencontre plusieurs formes : Cumbry, Kámbaali, Kambali, Kambarawa, Kambari, Kámbaríi, Kamberri.

## Langues
Ils parlent un ensemble de langues bénoué-congolaises qui font partie du groupe kainji.